# Алексашкин, Николай Фёдорович
Никола́й Фёдорович Алекса́шкин (15 января 1922, Данилово, Рязанская губерния — 14 марта 1990, Москва) — гвардии капитан (полковник в запасе) командир звена 93-го гвардейского штурмового авиационного полка 5-й гвардейской штурмовой авиационной дивизии 2-го гвардейского штурмового авиационного корпуса 2-й воздушной армии 1-го Украинского фронта, Герой Советского Союза (27.06.1945).

## Биография

### Довоенный период
Родился в селе Данилово ныне Рыбновского района Рязанской области. В 1927 году вместе с родителями переехал в Москву. В 1938 году окончил 7 классов школы, а в 1940 году — 2 курса Московского авиационного техникума и Свердловский аэроклуб города Москвы. В рядах Красной армии с 1940 года, в ВКП(б) — с 1943 года.
В июне — декабре 1940 года обучался в Олсуфьевской военной авиационной школе лётчиков. В июле 1941 года окончил Балашовскую военную авиационную школу лётчиков. В июле — декабре 1941 года — лётчик-инструктор Бугурусланской военной авиационной школы первоначального обучения лётчиков.
В апреле 1943 года окончил 1-ю Чкаловскую военную авиационную школу лётчиков, где прошёл переобучение на самолёт Ил-2. В апреле — мае 1943 года — лётчик 12-го запасного авиационного полка.

### Великая Отечественная война
С июня 1943 года — в действующей армии. Командовал звеном самолётов Ил-2. Сражался под Белгородом и Донбассом, освобождал вместе с советскими войсками Апостолово, Николаев, Одессу, землю Западной Украины, участвовал в Висло-Одерской и Берлинской операциях. За все время войны Алексашкин совершил 174 боевых вылета, дослужившись до звания старшего лейтенанта.
Указом Президиума Верховного Совета СССР от 27 июня 1945 года за образцовое выполнение боевых заданий командования на фронте борьбы с немецкими захватчиками и проявленные при этом отвагу и геройство гвардии капитану Алексашкину Николаю Федоровичу было присвоено звание Героя Советского Союза с вручением ордена Ленина и медали «Золотая Звезда» (№ 4831).

### Послевоенный период
После войны Алексашкин остался в рядах ВВС СССР. Окончил Военно-воздушную академию в 1954 году.
После войны до октября 1949 года продолжал службу в ВВС командиром звена и заместителем командира авиаэскадрильи штурмового авиаполка (в Центральной группе войск, Венгрия; с марта 1946 — в Московском военном округе; город Кострома).
В 1954 году окончил Военно-воздушную академию (Монино). Служил командиром авиаэскадрильи штурмового авиаполка и заместителем командира по лётной подготовке штурмового (с 1956 — истребительного) авиаполка (в Московском военном округе).
В 1958—1960 — заместитель начальника штаба по боевому управлению и наведению 88-го истребительного авиационного корпуса ПВО (в Московском округе ПВО; город Ржев ныне Тверской области). В 1960—1962 — заместитель начальника штаба по боевому управлению 2-го корпуса ПВО (в Московском округе ПВО; город Ржев Тверской области).
С 1962 года — полковник запаса.
С 1964 года работал инженером, старшим инженером, начальником мобилизационного бюро и начальником спецотдела в НИИ-339 (в 1966—1971 — НИ аппаратостроения, с 1971 — НИИ радиостроения.
Н. Ф. Алексашкин умер 14 марта 1990 года в Москве. Похоронен на Кунцевском кладбище.

## Награды
- Медаль «Золотая Звезда» Героя Советского Союза (27.06.1945)
- Орден Ленина (27.06.1945)
- 2 ордена Красного Знамени (03.01.1944; 08.03.1945)
- 2 ордена Отечественной войны 1-й степени (30.04.1944; 06.04.1985)
- 2 ордена Красной Звезды (30.08.1943; 30.12.1956)
- Медали, в том числе:
  - Медаль «За победу над Германией в Великой Отечественной войне 1941—1945 гг.»
  - Юбилейная медаль «Двадцать лет Победы в Великой Отечественной войне 1941—1945 гг.»
  - Юбилейная медаль «Тридцать лет Победы в Великой Отечественной войне 1941—1945 гг.»
  - Юбилейная медаль «Сорок лет Победы в Великой Отечественной войне 1941—1945 гг.»

## Память
- Похоронен в Москве на Кунцевском кладбище.
- В деревне Данилово Рязанской области Российским военно-историческим обществом Герою Советского Союза Н. Ф. Алексашкину установлен памятник.